# Escolís
|  | No s'ha de confondre amb Escolis. |

Escolís (francès Escoulis) és un municipi del departament francès de l'Alta Garona, a la regió d'Occitània.